# Агнесса Римская
Агне́сса Римская (Агне́са, А́гния, Анна (лат. Agnes); ок. 291 года — ум. 304 год) — христианская мученица из Рима периода императора Диоклетиана; отвергла сватовство сына римского префекта ради христианской веры; одна из наиболее известных и почитаемых раннехристианских святых.
Художественно-символически изображается с ягнёнком — в честь Агнца Божьего (лат. agnus Dei), то есть Христа.

## Исторические сведения и предание

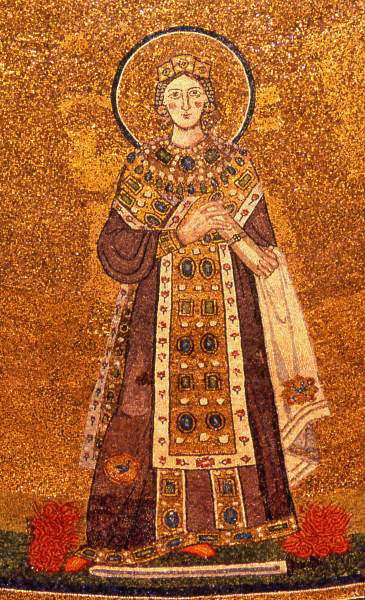
Святая Агнесса. Мозаика в церкви Сант-Аньезе-фуори-ле-Мура (Рим)

Наиболее древними источниками о мученичестве святой Агнессы являются панегирик святого Амвросия Медиоланского (De Virginibus, I, 2), надпись папы Дамасия I, высеченная в мраморе в церкви Сант-Аньезе-фуори-ле-Мура, а также стихи поэта Пруденция, посвящённые святой Агнессе (всё — вторая половина IV века). Житие святой Агнессы складывалось постепенно и вбирало в себя элементы устного предания.
Согласно преданию, Агнесса росла в знатной римской семье, принявшей христианство.
В житии Агнессы говорится о том, как сын римского префекта Семпрония воспылал к ней страстью, однако она отвергла его сватовство, поскольку решила принять на себя обет безбрачия и посвятить себя добродетельной христианской жизни. Разгневанный префект на допросе выяснил, что Агнесса христианка, и поскольку в этот период христиане подвергались гонениям по указам императора Диоклетиана, поставил её перед выбором: или она приносит жертву римским богам или с позором будет отправлена в публичный дом. Поскольку Агнесса отказалась почтить языческих богов, префект велел отвести её в публичный дом нагую. Согласно житию, когда с неё сорвали одежды, волосы Агнессы чудесным образом отросли, так что она смогла закрыться ими. В заточении ей явился ангел — он принёс девушке светлое покрывало. Чудеса продолжились и в публичном доме: все мужчины, пытавшиеся изнасиловать девушку, не смогли этого сделать, так как плотские желания у них исчезали, и они со стыдом покидали публичный дом. Незадачливый жених, также посетивший Агнессу, умер, приблизившись к ней, но девушка воскресила его молитвами по просьбе его отца. Агнессу, как колдунью, бросили в костёр, но поскольку костёр не разгорался, один из солдат убил её ударом меча.
Традиция относит дату мученичества Агнессы на 21 января 304 года. Агнесса погибла в юном возрасте (предположительно ей было около 12 лет). Агнесса была похоронена в римских катакомбах, которые сейчас носят её имя. Череп святой Агнессы (по размеру он соответствует двенадцатилетнему ребёнку) находится в отдельной капелле церкви Сант-Аньезе-ин-Агоне.

## Прославление

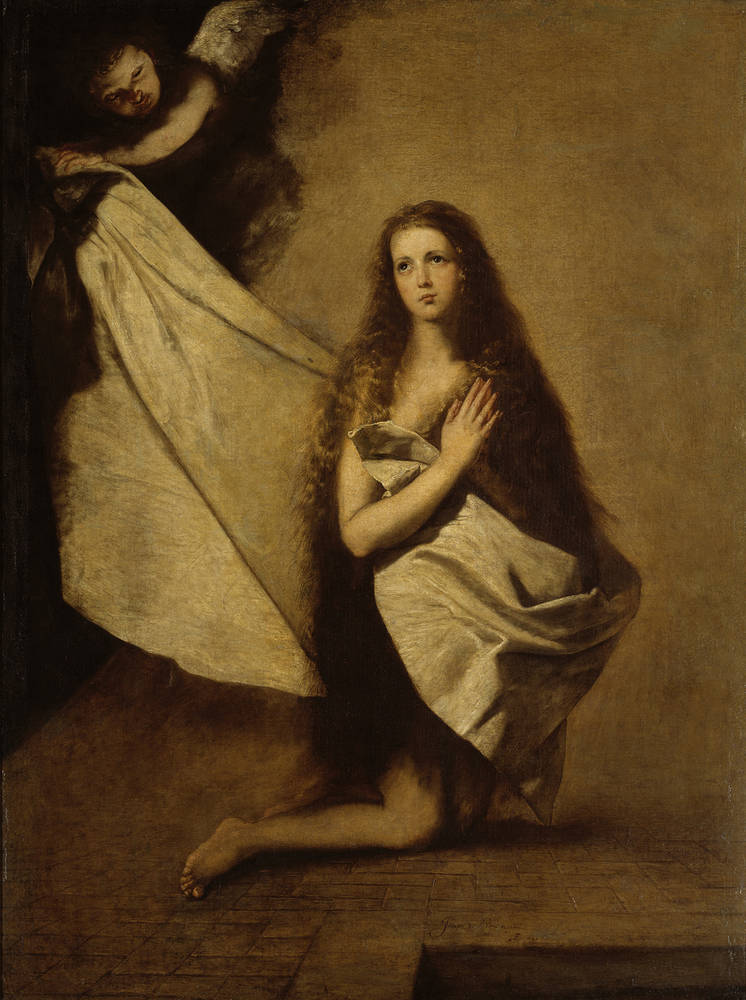
Хусепе Рибера. Святая Инесса. 1641

Почитание святой Агнессы возникло в Риме в IV веке, вскоре распространилось по Западной Европе. Над катакомбами, где была похоронена святая, дочь императора Константина Великого Констанция воздвигла в 342 году храм, который был впоследствии перестроен в базилику Сант-Аньезе-фуори-ле-Мура, сохранившуюся до наших дней. Святой Агнессе посвящён ещё один римский храм — Сант-Аньезе-ин-Агоне.
Имя святой Агнессы было включено в Римский канон мессы латинского обряда и в литанию всем святым. Ей были посвящены панегирики святого Амвросия Медиоланского, Августина, Иеронима, для которых Агнесса была символом духовной чистоты. С древности святая Агнесса считается покровительницей девственниц.
День её памяти отмечается в Католической церкви 21 января (ранее память святой Агнессы также отмечалась на Западе 28 января), в Православной церкви 21 января и 5 июля (по юлианскому календарю). Святая Агнесса почитается также в Древневосточных православных церквях, в англиканстве и лютеранстве.

## Иконография
Иконографические символы святой Агнессы — белый агнец, изображаемый на руках или рядом со святой, пальмовая ветвь. Агнец — не в честь её имени, образованного от греч. Ἁγνὴ; agne, «непорочная»; но в честь Христа, которого Иоанн Креститель назвал «Агнцем Божьим» (лат. agnus Dei). Святая часто изображается с длинными волосами, закрывающими её тело, а также на костре среди пламени.
Мученичество святой Агнессы было популярным сюжетом у средневековых художников, его изображали в своих работах Андреа дель Сарто, Джотто, Хусепе Рибера (Святая Инесса) и другие.

## Традиции
21 января, в день праздника святой Агнессы в римской базилике Сант-Аньезе-фуори-ле-Мура проводится обряд благословения двух агнцев, из шерсти которых будут изготовлены паллии для митрополитов.